# Ambasadorowie Chin w Singapurze
Chińska Republika Ludowa posiada swojego przedstawiciela w randze ambasadora w Republice Singapuru od 1990 roku.
| L.p. | Ambasador      | Okres pełnienia funkcji       |
| ---- | -------------- | ----------------------------- |
| 1.   | Zhang Qing     | grudzień 1990 – luty 1993     |
| 2.   | Yang Wenchang  | luty 1993 – czerwiec 1995     |
| 3.   | Fu Xuezhang    | lipiec 1995 – lipiec 1997     |
| 4.   | Chen Baoliu    | sierpień 1997 – sierpień 2000 |
| 5.   | Zhang Jiuhuan  | sierpień 2000 – kwiecień 2004 |
| 6.   | Zhang Yun      | maj 2004 – luty 2007          |
| 7.   | Zhang Xiaokang | marzec 2007 – kwiecień 2010   |
| 8.   | Wei Wei        | maj 2010 – kwiecień 2013      |
| 9.   | Duan Jielong   | maj 2013 – maj 2015           |
| 10.  | Chen Xiaodong  | czerwiec 2015 – luty 2018     |
| 11.  | Hong Xiaoyong  | od marca 2018                 |